# Лъвин Спунфул
Лъвин Спунфул (на английски: The Lovin' Spoonful) е американска рок група от втората половина на 60-те години на 20 век. Тя е основана през 1965 година от членове на разпадналата се група Мъгуъмпс, други участници в която създават Мамас енд Папас. Лъвин Спунфул са най-известни с песента си „Summer in the City“ (1966).